# Бахмут (Нижегородская область)
Бахмут — деревня в Лысковском районе Нижегородской области. Входит в состав Кисловского сельсовета.

## География
Деревня Бахмут расположена на правом берегу Волги, в 76 км к востоку от Нижнего Новгорода. Напротив деревни находится волжский остров Татинский, несколькими километрами ниже по течению — остров Бахмутский.
Ближайшие населённые пункты — Татинец, Сумкино, Черемиска.
Основал Бахмут Герман Баранов.

## История
В XIX — начале XX века деревня входила в Макарьевский уезд.

## Инфраструктура
В деревне насчитывается около 50 домохозяйств. В деревне Бахмут две улицы: Луговая и Приволжская.